# Oscar al miglior sonoro
L'Oscar al miglior sonoro (Academy Award for Best Sound), precedentemente chiamato Oscar al miglior mixaggio sonoro, viene assegnato al sonoro votato come migliore dall'Academy of Motion Picture Arts and Sciences, cioè l'ente che assegna gli Academy Awards, i celebri premi conosciuti in Italia come premi Oscar. Prima della 93ª edizione dei premi Oscar, l'Oscar al miglior mixaggio sonoro e l'Oscar al miglior montaggio sonoro erano premi separati.

## Vincitori e candidati
L'elenco mostra il vincitore di ogni anno, seguito dai film che hanno ricevuto una nomination, se possibile con il titolo in italiano.
Gli anni indicati sono quelli in cui è stato assegnato il premio e non quello in cui è stato diretto il film. Nel 1930 si sono svolte due diverse edizioni del premio, una ad aprile ed una a novembre, mentre nel 1933 non è stato assegnato alcun premio.
Per maggiori informazioni si veda la voce Cerimonie dei premi Oscar.

### 1930
- 1930 (novembre)
  - Douglas Shearer e Metro-Goldwyn-Mayer Studio Sound Department - The Big House
  - George Groves e First National Studio Sound Department - Song of the Flame
  - Franklin Hansen e Paramount Famous Lasky Studio Sound Department - Il principe consorte (The Love Parade)
  - Oscar Lagerstrom e United Artists Studio Sound Department - Raffles
  - John Tribby e RKO Radio Studio Sound Department - The Case of Sergeant Grischa
- 1931
  - Paramount Publix Studio Sound Department
  - Samuel Goldwyn - United Artists Studio Sound Department
  - Metro-Goldwyn-Mayer Studio Sound Department
  - RKO Radio Studio Sound Department
- 1932
  - Paramount Publix Studio Sound Department
  - Metro-Goldwyn-Mayer Studio Sound Department
  - RKO Radio Studio Sound Department
  - Warner Bros. - First National Studio Sound Department
- 1934
  - Franklin B. Hansen e Paramount Studio Sound Department - Addio alle armi (A Farewell to Arms)
  - Nathan Levinson e Warner Bros. - First National Studio Sound Department - Io sono un evaso (I Am a Fugitive from a Chain Gang)
  - Nathan Levinson e Warner Bros. - First National Studio Sound Department - La danza delle luci (Gold Diggers of 1933)
  - Nathan Levinson e Warner Bros. - First National Studio Sound Department - Quarantaduesima strada (42nd Street)
- 1935
  - John P. Livadary e Columbia Studio Sound Department - Una notte d'amore (One Night of Love)
  - Carl Dreher e RKO Radio Studio Sound Department - Cerco il mio amore (The Gay Divorcee)
  - Edmund H. Hansen e Fox Studio Sound Department - Angeli del dolore (The White Parade)
  - Franklin B. Hansen e Paramount Studio Sound Department - Cleopatra
  - Nathan Levinson e Warner Bros. - First National Studio Sound Department - Passeggiata d'amore (Flirtation Walk)
  - Thomas T. Moulton e United Artists Studio Sound Department - Gli amori di Benvenuto Cellini (The Affairs of Cellini)
  - Douglas Shearer e Metro-Goldwyn-Mayer Studio Sound Department - Viva Villa!
  - Theodore Soderberg e Universal Studio Sound Department - Lo specchio della vita (Imitation of Life)
- 1936
  - Douglas Shearer e Metro-Goldwyn-Mayer Studio Sound Department - Terra senza donne (Naughty Marietta)
  - Gilbert Kurland e Universal Studio Sound Department - La moglie di Frankenstein (Bride of Frankenstein)
  - Nathan Levinson e Warner Bros. - First National Studio Sound Department - Capitan Blood (Captain Blood)
  - Thomas T. Moulton e United Artists Studio Sound Department - L'angelo delle tenebre (The Dark Angel)
  - Carl Dreher e RKO Radio Studio Sound Department - Notte di carnevale (I Dream Too Much)
  - Franklin B. Hansen e Paramount Studio Sound Department - I lancieri del Bengala (The Lives of a Bengal Lancer)
  - John P. Livadary e Columbia Studio Sound Department - Sulle ali della canzone (Love Me Forever)
  - Republic Studio Sound Department - Mille dollari al minuto ($1,000 a Minute)
  - Edmund H. Hansen e 20th Century-Fox Studio Sound Department - Thanks a Million
- 1937
  - Douglas Shearer e Metro-Goldwyn-Mayer Studio Sound Department - San Francisco
  - Thomas T. Moulton e United Artists Studio Sound Department - Infedeltà (Dodsworth)
  - Homer G. Tasker e Universal Studio Sound Department - Tre ragazze in gamba (Three Smart Girls)
  - Nathan Levinson e Warner Bros. Studio Sound Department - La carica dei seicento (The Charge of the Light Brigade)
  - John P. Livadary e Columbia Studio Sound Department - È arrivata la felicità (Mr. Deeds Goes to Town)
  - Elmer A. Raguse e Hal Roach Studio Sound Department - General Spanky
  - Edmund H. Hansen e 20th Century-Fox Studio Sound Department - La canzone del fiume (Banjo on My Knee)
  - Loren L. Ryder e Paramount Studio Sound Department - I cavalieri del Texas (The Texas Rangers)
  - John Aalberg e RKO Radio Studio Sound Department - La ragazza di Parigi (That Girl from Paris)
- 1938
  - Thomas T. Moulton e United Artists Studio Sound Department - Uragano (The Hurricane)
  - Douglas Shearer e Metro-Goldwyn-Mayer Studio Sound Department - Primavera (Maytime)
  - Homer G. Tasker e Universal Studio Sound Department - Cento uomini e una ragazza (One Hundred Men and a Girl)
  - A. E. Kaye e Grand National Studio Sound Department - Una ragazza puro sangue (The Girl Said No)
  - Nathan Levinson e Warner Bros. Studio Sound Department - Emilio Zola (The Life of Emile Zola)
  - John P. Livadary e Columbia Studio Sound Department - Orizzonte perduto (Lost Horizon)
  - Elmer A. Raguse e Hal Roach Studio Sound Department - La via dell'impossibile (Topper)
  - Edmund H. Hansen e 20th Century-Fox Studio Sound Department - L'incendio di Chicago (In Old Chicago)
  - Loren L. Ryder e Paramount Studio Sound Department - Un mondo che sorge (Wells Fargo)
  - John Aalberg e RKO Radio Studio Sound Department - Una donna in gabbia (Hitting a New High)
- 1939
  - Thomas T. Moulton e United Artists Studio Sound Department - La dama e il cowboy (The Cowboy and the Lady)
  - Douglas Shearer e Metro-Goldwyn-Mayer Studio Sound Department - Bisticci d'amore (Sweethearts)
  - Bernard B. Brown e Universal Studio Sound Department - Quella certa età (That Certain Age)
  - Charles Lootens e Republic Studio Sound Department - Army Girl
  - Nathan Levinson e Warner Bros. Studio Sound Department - Quattro figlie (Four Daughters)
  - John P. Livadary e Columbia Studio Sound Department - L'eterna illusione (You Can't Take It with You)
  - Elmer A. Raguse e Hal Roach Studio Sound Department - Gioia di vivere (Merrily We Live)
  - Edmund H. Hansen e 20th Century-Fox Studio Sound Department - Suez
  - Loren L. Ryder e Paramount Studio Sound Department - Un vagabondo alla corte di Francia (If I Were King)
  - John Aalberg e RKO Radio Studio Sound Department - Una donna vivace (Vivacious Lady)

### 1940
- 1940
  - Bernard B. Brown e Samuel Goldwyn Studio Sound Department - Vigilia d'amore (When Tomorrow Comes)
  - Douglas Shearer e Metro-Goldwyn-Mayer Studio Sound Department - Balalaika
  - Thomas T. Moulton e Samuel Goldwyn Studio Sound Department - Via col vento (Gone with the Wind)
  - Charles Lootens e Republic Studio Sound Department - La strage di Alamo (Man of Conquest)
  - Nathan Levinson e Warner Bros. Studio Sound Department - Il conte di Essex (The Private Lives of Elizabeth and Essex)
  - John P. Livadary e Columbia Studio Sound Department - Mr. Smith va a Washington (Mr. Smith Goes to Washington)
  - A. W. Watkins e Denham Studio Sound Department - Addio, Mr. Chips! (Goodbye, Mr. Chips)
  - Elmer A. Raguse e Hal Roach Studio Sound Department - Uomini e topi (Uomini e topi)
  - Edmund H. Hansen e 20th Century-Fox Studio Sound Department - La grande pioggia (The Rains Came)
  - Loren L. Ryder e Paramount Studio Sound Department - The Great Victor Herbert
  - John Aalberg e RKO Radio Studio Sound Department - Notre Dame (The Hunchback of Notre Dame)
- 1941
  - Douglas Shearer e Metro-Goldwyn-Mayer Studio Sound Department - Musica indiavolata (Strike Up the Band)
  - Bernard B. Brown e Universal Studio Sound Department - Parata di primavera (Spring Parade)
  - Thomas T. Moulton e Samuel Goldwyn Studio Sound Department - La nostra città (Our Town)
  - Charles Lootens e Republic Studio Sound Department - Behind the News
  - Nathan Levinson e Warner Bros. Studio Sound Department - Lo sparviero del mare (The Sea Hawk)
  - John P. Livadary e Columbia Studio Sound Department - Troppi mariti (Too Many Husbands)
  - Elmer Raguse e Hal Roach Studio Sound Department - I ribelli dei sette mari (Captain Caution)
  - Jack Whitney e General Service Sound Department - Quelli della Virginia (The Howards of Virginia)
  - Edmund H. Hansen e 20th Century-Fox Studio Sound Department - Furore (The Grapes of Wrath)
  - Loren L. Ryder e Paramount Studio Sound Department - Giubbe Rosse (North West Mounted Police)
  - John Aalberg e RKO Radio Studio Sound Department - Kitty Foyle, ragazza innamorata (Kitty Foyle)
- 1942
  - Jack Whitney e General Service Sound Department - Il grande ammiraglio (That Hamilton Woman)
  - Bernard B. Brown e Universal Studio Sound Department - Appointment for Love
  - Thomas T. Moulton e Samuel Goldwyn Studio Sound Department - Colpo di fulmine (Ball of Fire)
  - Charles Lootens e Republic Studio Sound Department - The Devil Pays Off
    - Nathan Levinson e Warner Bros. Studio Sound Department - Il sergente York (Sergeant York)

  - John P. Livadary e Columbia Studio Sound Department - Uomini nella sua vita (The Men in Her Life)
  - Elmer Raguse e Hal Roach Studio Sound Department - Bionda in Paradiso (Topper Returns)
  - Douglas Shearer e Metro-Goldwyn-Mayer Studio Sound Department - Soldato di cioccolata (The Chocolate Soldier)
  - Edmund H. Hansen e 20th Century-Fox Studio Sound Department - Com'era verde la mia valle (How Green Was My Valley)
  - Loren L. Ryder e Paramount Studio Sound Department - Skylark
  - John Aalberg e RKO Radio Studio Sound Department - Quarto potere (Citizen Kane)
- 1943
  - Nathan Levinson e Warner Bros. Studio Sound Department - Ribalta di gloria (Yankee Doodle Dandy)
  - Daniel J. Bloomberg e Republic Studio Sound Department - I falchi di Rangoon (Flying Tigers)
  - Thomas T. Moulton e Samuel Goldwyn Studio Sound Department - L'idolo delle folle (The Pride of the Yankees)
  - Bernard B. Brown e Universal Studio Sound Department - Le mille e una notte (Arabian Nights)
  - C. O. Slyfield e Walt Disney Studio Sound Department - Bambi
  - John P. Livadary e Columbia Studio Sound Department - Non sei mai stata così bella (You Were Never Lovelier)
  - Jack Whitney e Sound Service Inc. - Amichevole rivalità (Friendly Enemies)
  - Douglas Shearer e Metro-Goldwyn-Mayer Studio Sound Department - La signora Miniver (Mrs. Miniver)
  - Edmund H. Hansen e 20th Century-Fox Studio Sound Department - Sono un disertore (This above All)
  - James L. Fields e RCA Sound - La febbre dell'oro (The Gold Rush)
  - Loren L. Ryder e Paramount Studio Sound Department - Avventura al Marocco (Road to Morocco)
  - Stephen Dunn e RKO Radio Studio Sound Department - Fuggiamo insieme (Once Upon a Honeymoon)
- 1944
  - Stephen Dunn e RKO Radio Studio Sound Department - Questa terra è mia (This Land Is Mine)
  - Daniel J. Bloomberg e Republic Studio Sound Department - Terra nera (In Old Oklahoma)
  - Thomas T. Moulton e Samuel Goldwyn Studio Sound Department - Fuoco a oriente (The North Star)
  - Bernard B. Brown e Universal Studio Sound Department - Il fantasma dell'Opera (Phantom of the Opera)
  - C. O. Slyfield e Walt Disney Studio Sound Department - Saludos Amigos
  - John P. Livadary e Columbia Studio Sound Department - Sahara'
  - Jack Whitney e Sound Service Inc. - Anche i boia muoiono (Hangmen Also Die)
  - Douglas Shearer e Metro-Goldwyn-Mayer Studio Sound Department - Madame Curie
  - Edmund H. Hansen e 20th Century-Fox Studio Sound Department - Bernadette (The Song of Bernadette)
  - James L. Fields e RCA Sound - So This Is Washington (So This Is Washington)
  - Loren L. Ryder e Paramount Studio Sound Department - La gioia della vita (Riding High)
  - Nathan Levinson e Warner Bros. Studio Sound Department - This Is the Army
- 1945
  - Edmund H. Hansen e 20th Century-Fox Studio Sound Department - Wilson
  - Daniel J. Bloomberg e Republic Studio Sound Department - Brazil
  - Thomas T. Moulton e Samuel Goldwyn Studio Sound Department - Le tre donne di Casanova (Casanova Brown)
  - Bernard B. Brown e Universal Studio Sound Department - Le conseguenze di un bacio (His Butler's Sister)
  - Nathan Levinson e Warner Bros. Studio Sound Department - Ho baciato una stella (Hollywood Canteen)
  - John P. Livadary e Columbia Studio Sound Department - Fascino (Cover Girl)
  - Jack Whitney e General Service - Avvenne domani (It Happened Tomorrow)
  - Douglas Shearer e Metro-Goldwyn-Mayer Studio Sound Department - Kismet
  - Stephen Dunn e RKO Radio Studio Sound Department - Bagliori a Manhattan (Music in Manhattan)
  - W. M. Dalgleish e RCA Sound - Voice in the Wind (Voice in the Wind)
  - Loren L. Ryder e Paramount Studio Sound Department - La fiamma del peccato (Double Indemnity)
- 1946
  - Stephen Dunn e RKO Radio Studio Sound Department - Le campane di Santa Maria (The Bells of St. Mary's)
    - Daniel J. Bloomberg e Republic Studio Sound Department - Fiamme a San Francisco (Flame of Barbary Coast)

  - Bernard B. Brown e Universal Studio Sound Department - Due pantofole e una ragazza (Lady on a Train)
  - Thomas T. Moulton e 20th Century-Fox Studio Sound Department - Femmina folle (Leave Her to Heaven)
  - Nathan Levinson e Warner Bros. Studio Sound Department - Rapsodia in blu (Rhapsody in Blue)
  - John P. Livadary e Columbia Studio Sound Department - L'eterna armonia (A Song to Remember)
  - Jack Whitney e General Service - L'uomo del Sud (The Southerner)
  - Douglas Shearer e Metro-Goldwyn-Mayer Studio Sound Department - I sacrificati (They Were Expendable)
  - C. O. Slyfield e Walt Disney Studio Sound Department - I tre caballeros (The Three Caballeros)
  - W. V. Wolfe e RCA Sound - Three Is a Family
  - Loren L. Ryder e Paramount Studio Sound Department - Il fantasma (The Unseen)
  - Gordon Sawyer e Samuel Goldwyn Studio Sound Department - L'uomo meraviglia (Wonder Man)
- 1947
  - John Livadary e Columbia Studio Sound Department - Al Jolson (The Jolson Story)
  - Gordon Sawyer e Samuel Goldwyn Studio Sound Department - I migliori anni della nostra vita (The Best Years of Our Lives)
  - John Aalberg e RKO Radio Studio Sound Department - La vita è meravigliosa (It's a Wonderful Life)
- 1948
  - Gordon Sawyer e Samuel Goldwyn Studio Sound Department - La moglie del vescovo (The Bishop's Wife)
  - Douglas Shearer e Metro-Goldwyn-Mayer Studio Sound Department - Il delfino verde (Green Dolphin Street)
  - Jack R. Whitney e Sound Service Inc. - T-Men contro i fuorilegge (T-Men)
- 1949
  - Thomas T. Moulton e 20th Century-Fox Studio Sound Department - La fossa dei serpenti (The Snake Pit)
  - Daniel J. Bloomberg e Republic Studio Sound Department - La luna sorge (Moonrise)
  - Nathan O. Levinson e Warner Bros. Studio Sound Department - Johnny Belinda

### 1950
- 1950
  - Thomas T. Moulton e 20th Century-Fox Studio Sound Department - Cielo di fuoco (Twelve O'Clock High)
  - Daniel J. Bloomberg e Republic Studio Sound Department - Iwo Jima, deserto di fuoco (Sands of Iwo Jima)
  - Leslie I. Carey e Universal-International Studio Sound Department - Gli ultimi giorni di uno scapolo (Once More, My Darling)
- 1951
  - Thomas T. Moulton e 20th Century-Fox Studio Sound Department - Eva contro Eva (All about Eve)
  - C. O. Slyfield e Walt Disney Studio Sound Department - Cenerentola (Cinderella)
  - Leslie I. Carey e Universal-International Studio Sound Department - Amo Luisa disperatamente (Louisa)
  - Gordon Sawyer e Samuel Goldwyn Studio Sound Department - Noi che ci amiamo (Our Very Own)
  - Cyril Crowhurst e Pinewood Studio Sound Department - Trio
- 1952
  - Douglas Shearer e Metro-Goldwyn-Mayer Studio Sound Department - Il grande Caruso (The Great Caruso)
  - Leslie I. Carey e Universal-International Studio Sound Department - Vittoria sulle tenebre (Bright Victory)
  - Gordon Sawyer e Samuel Goldwyn Studio Sound Department - Di fronte all'uragano (I Want You)
  - Nathan Levinson e Warner Bros. Studio Sound Department - Un tram che si chiama Desiderio (A Streetcar Named Desire)
  - John O. Aalberg e RKO Radio Studio Sound Department - Quattro ragazze all'abbordaggio (Two Tickets to Broadway)
- 1953
  - London Film Sound Department - Ali del futuro (Breaking the Sound Barrier)
  - Gordon Sawyer e Samuel Goldwyn Studio Sound Department - Il favoloso Andersen (Hans Christian Andersen)
  - Pinewood Studios Sound Department - Asso pigliatutto (The Promoter)
  - Daniel J. Bloomberg e Republic Studio Sound Department - Un uomo tranquillo (The Quiet Man)
  - Thomas T. Moulton e 20th Century-Fox Studio Sound Department - La dominatrice del destino (With a Song in My Heart)
- 1954
  - John P. Livadary e Columbia Studio Sound Department - Da qui all'eternità (From Here to Eternity)
  - William A. Mueller e Warner Bros. Studio Sound Department - Non sparare, baciami! (Calamity Jane)
  - Loren L. Ryder e Paramount Studio Sound Department - La guerra dei mondi (The War of the Worlds)
  - A. W. Watkins e Metro-Goldwyn-Mayer Studio Sound Department - I cavalieri della tavola rotonda (Knights of the Round Table)
  - Leslie I. Carey e Universal-International Studio Sound Department - L'avventuriero della Luisiana (The Mississippi Gambler)
- 1955
  - Leslie I. Carey e Universal-International Studio Sound Department - La storia di Glenn Miller (The Glenn Miller Story)
  - John P. Livadary e Columbia Studio Sound Department - L'ammutinamento del Caine (The Caine Mutiny)
  - Loren L. Ryder e Paramount Studio Sound Department - La finestra sul cortile (Rear Window)
  - Wesley C. Miller e Metro-Goldwyn-Mayer Studio Sound Department - Brigadoon
  - John O. Aalberg e RKO Radio Studio Sound Department - Susanna ha dormito qui (Susan Slept Here)
- 1956
  - Fred Hynes e Todd-AO Sound Department - Oklahoma!
  - Watson Jones e Radio Corporation of America Sound Department - Nessuno resta solo (Not As a Stranger)
  - Carl W. Faulkner e 20th Century-Fox Studio Sound Department - L'amore è una cosa meravigliosa (Love Is a Many-Splendored Thing)
  - Wesley C. Miller e Metro-Goldwyn-Mayer Studio Sound Department - Amami o lasciami (Love Me or Leave Me)
  - William A. Mueller e Warner Bros. Studio Sound Department - La nave matta di Mister Roberts
- 1957
  - Carl Faulkner e 20th Century-Fox Studio Sound Department - Il re ed io (The King and I)
  - John Myers e King Bros. Productions Inc. Sound Department - La più grande corrida (The Brave One)
  - John P. Livadary e Columbia Studio Sound Department - Incantesimo (The Eddy Duchin Story)
  - John P. Livadary e Columbia Studio Sound Department - Pal Joey
  - Gordon E. Sawyer, Gordon R. Glennan, Westrex Sound Services Inc. e Samuel Goldwyn Studio Sound Department - La legge del Signore (Friendly Persuasion)
- 1958
  - George Groves - Sayonara
  - Warren Low - Sfida all'O.K. Corral (Gunfight at the O.K. Corral)
  - Viola Lawrence e Jerome Thoms - Pal Joey
  - Daniel Mandell - Testimone d'accusa (Witness for the Prosecution)
  - Arthur P. Schmidt e Philip W. Anderson - Sayonara
- 1959
  - Fred Hynes e Todd-AO Sound Department - South Pacific
  - Gordon E. Sawyer e Samuel Goldwyn Studio Sound Department - Non voglio morire (I Want To Live!)
  - Carl Faulkner e 20th Century-Fox Studio Sound Department - I giovani leoni (The Young Lions)
  - Leslie I. Carey e Universal-International Studio Sound Department - Tempo di vivere (A Time to Love and a Time to Die)
  - George Dutton e Paramount Studio Sound Department - La donna che visse due volte (Vertigo)

### 1960
- 1960
  - Franklin E. Milton e Metro-Goldwyn-Mayer Studio Sound Department - Ben-Hur
  - Fred Hynes, Gordon E. Sawyer, Todd-AO Sound Department e Samuel Goldwyn Studio Sound Department - Porgy and Bess
  - Carl Faulkner e 20th Century-Fox Studio Sound Department - Viaggio al centro della Terra (Journey to the Center of the Earth)
  - A. W. Watkins e Metro-Goldwyn-Mayer London Studio Sound Department - Il diavolo nello specchio (Libel!)
  - George R. Groves e Warner Bros. Studio Sound Department - La storia di una monaca (The Nun's Story)
- 1961
  - Fred Hynes, Gordon E. Sawyer, Todd-AO Sound Department e Samuel Goldwyn Studio Sound Department - La battaglia di Alamo (The Alamo)
  - Gordon E. Sawyer e Samuel Goldwyn Studio Sound Department - L'appartamento (The Apartment)
  - Franklin E. Milton e Metro-Goldwyn-Mayer Studio Sound Department - Cimarron
  - Charles Rice e Columbia Studio Sound Department - Pepe
  - George R. Groves e Warner Bros. Studio Sound Department - Sunrise at Campobello
- 1962
  - Fred Hynes, Gordon E. Sawyer, Todd-AO Sound Department e Samuel Goldwyn Studio Sound Department - West Side Story
  - Gordon E. Sawyer e Samuel Goldwyn Studio Sound Department - Quelle due (The Children's Hour)
  - Waldon O. Watson e Revue Studio Sound Department - Fior di loto (Flower Drum Song)
  - John Cox e Shepperton Studio Sound Department - I cannoni di Navarone (The Guns of Navarone)
  - Robert O. Cook e Walt Disney Studio Sound Department - Il cow-boy col velo da sposa (The Parent Trap)
- 1963
  - John Cox e Shepperton Studio Sound Department - Lawrence d'Arabia (Lawrence of Arabia)
  - Robert O. Cook e Walt Disney Studio Sound Department - OK Parigi! (Bon Voyage!)
  - George R. Groves e Warner Bros. Studio Sound Department - Capobanda (The Music Man)
  - Waldon O. Watson e Universal City Studio Sound Department - Il visone sulla pelle (That Touch of Mink)
  - Joseph Kelly e Glen Glenn Sound Department - Che fine ha fatto Baby Jane? (What Ever Happened to Baby Jane?)
- 1964
  - Franklin E. Milton e Metro Goldwyn Mayer Studio Sound Department - La conquista del West (How the West Was Won)
  - Charles Rice e Columbia Studio Sound Department - Ciao, ciao Birdie (Bye Bye Birdie)
  - James P. Corcoran, 20th Century-Fox Studio Sound Department, Fred Hynes e Todd-AO Sound Department - Cleopatra
  - Waldon O. Watson e Universal City Studio Sound Department - Capitan Newman (Captain Newman, M.D.)
  - Gordon E. Sawyer e Samuel Goldwyn Studio Sound Department - Questo pazzo, pazzo, pazzo, pazzo mondo (It's a Mad, Mad, Mad, Mad World)
- 1965
  - George R. Groves e Warner Bros. Studio Sound Department - My Fair Lady
  - Franklin E. Milton e Metro Goldwyn Mayer Studio Sound Department - Voglio essere amata in un letto d'ottone (The Unsinkable Molly Brown)
  - Robert O. Cook e Walt Disney Studio Sound Department - Mary Poppins
  - Waldon O. Watson e Universal City Studio Sound Department - Il gran lupo chiama (Father Goose)
  - John Cox e Shepperton Studio Sound Department - Becket e il suo re (Becket)
- 1966
  - James P. Corcoran, 20th Century-Fox Studio Sound Department, Fred Hynes e Todd-AO Sound Department - Tutti insieme appassionatamente (The Sound of Music)
  - A. W. Watkins, Metro Goldwyn Mayer British Studio Sound Department, Franklin E. Milton e Metro Goldwyn Mayer Studio Sound Department - Il dottor Živago (Doctor Zhivago)
  - James P. Corcoran e 20th Century-Fox Studio Sound Department - Il tormento e l'estasi (The Agony and the Ecstasy)
  - Waldon O. Watson e Universal City Studio Sound Department - Shenandoah la valle dell'onore (Shenandoah)
  - George R. Groves e Warner Bros. Studio Sound Department - La grande corsa (The Great Race)
- 1967
  - Franklin E. Milton e Metro Goldwyn Mayer Studio Sound Department - Grand Prix
  - Gordon E. Sawyer e Samuel Goldwyn Studio Sound Department - Hawaii
  - James P. Corcoran e 20th Century-Fox Studio Sound Department - Quelli della San Pablo (The Sand Pebbles)
  - Waldon O. Watson e Universal City Studio Sound Department - Gambit - Grande furto al Semiramis (Gambit)
  - George R. Groves e Warner Bros. Studio Sound Department - Chi ha paura di Virginia Woolf? (Who's Afraid of Virginia Woolf?)
- 1968
  - Samuel Goldwyn Studio - La calda notte dell'ispettore Tibbs (In the Heat of the Night)
  - Seven Arts Studio Sound Department - Camelot
  - Metro Goldwyn Mayer Studio Sound Department - Quella sporca dozzina (The Dirty Dozen)
  - Universal City Studio Sound Department - Millie (Thoroughly Modern Millie)
  - 20th Century-Fox Studio Sound Department - Il favoloso dottor Dolittle (Doctor Dolittle)
- 1969
  - Shepperton Studio Sound Department - Oliver!
  - Warner Bros. - Seven Arts Studio Sound Department - Bullitt
  - Warner Bros. - Seven Arts Studio Sound Department - Sulle ali dell'arcobaleno (Finian's Rainbow)
  - Columbia Studio Sound Department - Funny Girl
  - 20th Century-Fox Studio Sound Department - Un giorno... di prima mattina (Star!)

### 1970
- 1970
  - Jack Solomon e Murray Spivack - Hello, Dolly!
  - John Aldred - Anna dei mille giorni (Anne of the Thousand Days)
  - William Edmondson e David Dockendorf - Butch Cassidy (Butch Cassidy and the Sundance Kid)
  - Robert Martin e Clem Portman - Chicago Chicago (Gaily, Gaily)
  - Les Fresholtz e Arthur Piantadosi - Abbandonati nello spazio (Marooned)
- 1971
  - Douglas Williams e Don Bassman - Patton, generale d'acciaio (Patton)
  - Ronald Pierce e David Moriarty - Airport
  - Gordon K. McCallum e John Bramall - La figlia di Ryan (Ryan's Daughter)
  - Murray Spivack e Herman Lewis - Tora! Tora! Tora!
  - Dan Wallin e Larry Johnson - Woodstock - Tre giorni di pace, amore e musica (Woodstock)
- 1972
  - Gordon K. McCallum e David Hildyard - Il violinista sul tetto (Fiddler on the Roof)
  - Gordon K. McCallum, John Mitchell e Alfred J. Overton - Agente 007 - Una cascata di diamanti (Diamonds Are Forever)
  - Theodore Soderberg e Christopher Newman - Il braccio violento della legge (The French Connection)
  - Richard Portman e Jack Solomon - Vedovo aitante, bisognoso affetto offresi anche babysitter (Kotch)
  - Bob Jones e John Aldred - Maria Stuarda, regina di Scozia (Mary, Queen of Scots)
- 1973
  - Robert Knudson e David Hildyard - Cabaret
  - Arthur Piantadosi e Charles Knight - Le farfalle sono libere (Butterflies Are Free)
  - Richard Portman e Gene Cantamessa - Il candidato (The Candidate)
  - Bud Grenzbach, Richard Portman e Christopher Newman - Il padrino (The Godfather)
  - Theodore Soderberg e Herman Lewis - L'avventura del Poseidon (The Poseidon Adventure)
- 1974
  - Robert Knudson e Chris Newman - L'esorcista (The Exorcist)
  - Richard Portman e Lawrence O. Jost - Il giorno del delfino (The Day of the Dolphin)
  - Donald O. Mitchell e Lawrence O. Jost - Esami per la vita (The Paper Chase)
  - Richard Portman e Les Fresholtz - Paper Moon - Luna di carta (Paper Moon)
  - Ronald K. Pierce e Robert Bertrand - La stangata (The Sting)
- 1975
  - Ronald Pierce e Melvin Metcalfe Sr. - Terremoto (Earthquake)
  - Bud Grenzbach e Lawrence O. Jost - Chinatown
  - Walter Murch e Arthur Rochester - La conversazione (The Conversation)
  - Theodore Soderberg e Herman Lewis - L'inferno di cristallo (The Towering Inferno)
  - Richard Portman e Gene Cantamessa - Frankenstein Junior (Young Frankenstein)
- 1976
  - Robert L. Hoyt, Roger Heman, Earl Madery e John Carter - Lo squalo (Jaws)
  - Richard Portman, Don MacDougall, Curly Thirlwell e Jack Solomon - Funny Lady
  - Leonard Peterson, John A. Bolger Jr., John Mack e Don K. Sharpless - Hindenburg (The Hindenburg)
  - Arthur Piantadosi, Les Fresholtz, Richard Tyler e Al Overton Jr. - Stringi i denti e vai! (Bite the Bullet)
  - Harry W. Tetrick, Aaron Rochin, William McCaughey e Roy Charman - Il vento e il leone (The Wind and the Lion)
- 1977
  - Arthur Piantadosi, Les Fresholtz, Dick Alexander e Jim Webb - Tutti gli uomini del presidente (All the President's Men)
  - Harry Warren Tetrick, William McCaughey, Aaron Rochin e Jack Solomon - King Kong
  - Harry Warren Tetrick, William McCaughey, Lyle Burbridge e Bud Alper - Rocky
  - Donald Mitchell, Douglas Williams, Richard Tyler e Hal Etherington - Wagons lits con omicidi (Silver Streak)
  - Robert Knudson, Dan Wallin, Robert Glass e Tom Overton - È nata una stella (A Star Is Born)
- 1978
  - Don MacDougall, Ray West, Bob Minkler e Derek Ball - Guerre stellari (Star Wars)
  - Robert Knudson, Robert J. Glass, Don MacDougall e Gene S. Cantamessa - Incontri ravvicinati del terzo tipo (Close Encounters of the Third Kind)
  - Walter Goss, Dick Alexander, Tom Beckert e Robin Gregory - Abissi (The Deep)
  - Robert Knudson, Robert J. Glass, Richard Tyler e Jean-Louis Ducarme - Il salario della paura (Sorcerer)
  - Theodore Soderberg, Paul Wells, Douglas O. Williams e Jerry Jost - Due vite, una svolta (The Turning Point)
- 1979
  - Richard Portman, William McCaughey, Aaron Rochin e Darin Knight - Il cacciatore (The Deer Hunter)
  - Tex Rudloff, Joel Fein, Curly Thirlwell e Willie Burton - The Buddy Holly Story (The Buddy Holly Story)
  - John K. Wilkinson, Robert W. Glass Jr., John T. Reitz e Barry Thomas - I giorni del cielo (Days of Heaven)
  - Robert Knudson, Robert J. Glass, Don MacDougall e Jack Solomon - Collo d'acciaio (Hooper)
  - Gordon K. McCallum, Graham Hartstone, Nicolas Le Messurier e Roy Charman - Superman

### 1980
- 1980
  - Walter Murch, Mark Berger, Richard Beggs e Nat Boxer - Apocalypse Now
  - Arthur Piantadosi, Les Fresholtz, Michael Minkler e Al Overton - Il cavaliere elettrico (The Electric Horseman)
  - William McCaughey, Aaron Rochin, Michael J. Kohut e Jack Solomon - Meteor
  - Robert Knudson, Robert J. Glass, Don MacDougall e Gene S. Cantamessa - 1941 - Allarme a Hollywood (1941)
  - Theodore Soderberg, Douglas Williams, Paul Wells e Jim Webb - The Rose
- 1981
  - Bill Varney, Steve Maslow, Gregg Landaker e Peter Sutton - Guerre stellari - L'Impero colpisce ancora (The Empire Strikes Back)
  - Richard Portman, Roger Heman e Jim Alexander - La ragazza di Nashville (Coal Miner's Daughter)
  - Arthur Piantadosi, Les Fresholtz, Michael Minkler e Willie D. Burton - Stati di allucinazione (Altered States)
  - Michael J. Kohut, Jay M. Harding, Aaron Rochin e Chris Newman - Saranno famosi (Fame)
  - Donald O. Mitchell, Bill Nicholson, David J. Kimball e Les Lazarowitz - Toro scatenato (Raging Bull)
- 1982
  - Bill Varney, Steve Maslow, Gregg Landaker e Roy Charman - I predatori dell'arca perduta (Raiders of the Lost Ark)
  - Richard Portman e David Ronne - Sul lago dorato (On Golden Pond)
  - John K. Wilkinson, Robert W. Glass Jr., Robert M. Thirlwell e Robin Gregory - Atmosfera zero (Outland)
  - Michael J. Kohut, Jay M. Harding, Richard Tyler e Al Overton - Spiccioli dal cielo (Pennies from Heaven)
  - Dick Vorisek, Tom Fleischman e Simon Kaye - Reds
- 1983
  - Robert Knudson, Robert Glass, Don Digirolamo e Gene Cantamessa - E.T. l'extra-terrestre (E.T. The Extra-Terrestrial)
  - Milan Bor, Todd Boekelheide, Trevor Pyke e Mike Le-Mare - U-Boot 96 (Das Boot)
  - Gerry Humphreys, Robin O'Donoghue, Jonathan Bates e Simon Kaye - Gandhi
  - Arthur Piantadosi, Les Fresholtz, Dick Alexander e Les Lazarowitz - Tootsie
  - Michael Minkler, Bob Minkler, Lee Minkler e Jim La Rue - Tron
- 1984
  - Mark Berger, Randy Thom, Tom Scott e David MacMillan - Uomini veri (The Right Stuff)
  - Alan R. Splet, Todd Boekelheide, Randy Thom e David Parker - Mai gridare al lupo (Never Cry Wolf)
  - Ben Burtt, Randy Thom, Gary Summers e Tony Dawe - Guerre stellari - Il ritorno dello Jedi (Return of the Jedi)
  - Donald O. Mitchell, Rick Kline, Kevin O'Connell e Jim Alexander - Voglia di tenerezza (Terms of Endearment)
  - Michael J. Kohut, Aaron Rochin, Carlos De Larios e Willie D. Burton - Wargames - Giochi di guerra (WarGames)
- 1985
  - Mark Berger, Tom Scott, Todd Boekelheide e Chris Newman - Amadeus
  - Bill Varney, Steve Maslow, Kevin O'Connell e Nelson Stoll - Dune
  - Graham V. Hartstone, Nicolas Le Messurier, Michael A. Carter e John Mitchell - Passaggio in India (A Passage to India)
  - Nick Alphin, Robert Thirlwell, Richard Portman e David Ronne - Il fiume dell'ira (The River)
  - Michael J. Kohut, Aaron Rochin, Carlos De Larios e Gene S. Cantamessa - 2010 - L'anno del contatto (2010)
- 1986
  - Chris Jenkins, Gary Alexander, Larry Stensvold e Peter Handford - La mia Africa (Out of Africa)
  - Bill Varney, B. Tennyson Sebastian II, Robert Thirlwell e William B. Kaplan - Ritorno al futuro (Back to the Future)
  - Les Fresholtz, Dick Alexander, Vern Poore e Bud Alper - Ladyhawke
  - Donald O. Mitchell, Micheal Minkler, Gerry Humphreys e Chris Newmann - Chorus Line (A Chorus Line)
  - Donald O. Mitchell, Kevin O'Connell, Rick Kline e David Ronne - Silverado
- 1987
  - John K. Wilkinson, Richard Rogers, Charles "Bud" Grenzbach e Simon Kaye - Platoon
  - Graham V. Hartstone, Nicolas LeMessurier, Michael A. Carter e Roy Charman - Aliens - Scontro finale (Aliens)
  - Les Fresholtz, Dick Alexander, Vern Poore e Bill Nelson - Gunny (Heartbreak Ridge)
  - Terry Porter, Dave Hudson, Mel Metcalfe e Gene S. Cantamessa - Rotta verso la Terra (Star Trek IV: The Voyage Home)
  - Donald O. Mitchell, Kevin O'Connell, Rick Kline e William B. Kaplan - Top Gun
- 1988
  - Bill Rowe e Ivan Sharrock - L'ultimo imperatore (The Last Emperor)
  - Robert Knudson, Don Digirolamo, Tony Dawe e John Boyd - L'impero del sole (Empire of the Sun)
  - Les Fresholtz, Dick Alexander, Vern Poore e Bill Nelson - Arma letale (Letal Weapon)
  - Michael J. Kohut, Carlos De Larios, Aaron Rochin e Robert Wald - RoboCop (RoboCop)
  - Wayne Artman, Tom Beckert, Tom Dahl e Art Rochester - Le streghe di Eastwick (The Witches of Eastwick)
- 1989
  - Les Fresholtz, Dick Alexander, Vern Poore e Willie D. Burton - Bird
  - Don Bassman, Kevin F. Cleary, Richard Overton e Al Overton - Trappola di cristallo (Die Hard)
  - Robert Knudson, John Boyd, Don Digirolamo e Tony Dawe - Chi ha incastrato Roger Rabbit (Who Framed Roger Rabbit)
  - Robert Litt, Elliot Tyson, Rick Kline e Danny Michael - Mississippi Burning - Le radici dell'odio (Mississippi Burning)
  - Andy Nelson, Brian Saunders e Peter Handford - Gorilla nella nebbia (Gorillas in the Mist: The Story of Dian Fossey)

### 1990
- 1990
  - Donald O. Mitchell, Gregg C. Rudloff, Elliot Tyson e Russell Williams - Glory - Uomini di gloria (Glory)
  - Donald O. Mitchell, Kevin O'Connell, Greg P. Russell e Keith A. Wester - Black Rain - Pioggia sporca (Black Rain)
  - Don Bassman, Kevin F. Cleary, Richard Overton e Lee Orloff - The Abyss
  - Michael Minkler, Gregory H. Watkins, Wylie Stateman e Tod A. Maitland - Nato il quattro luglio (Born on the Fourth of July)
  - Ben Burtt, Gary Summers, Shawn Murphy e Tony Dawe - Indiana Jones e l'ultima crociata (Indiana Jones and the Last Crusade)
- 1991
  - Jeffrey Perkins, Bill W. Benton, Greg Watkins e Russell Williams II - Balla coi lupi (Dances with Wolves)
  - Don Bassman, Richard Overton, Kevin F. Cleary e Richard Bryce Goodman - Caccia a Ottobre Rosso (The Hunt for Red October)
  - Chris Jenkins, David E. Campbell, D. M. Hemphill e Thomas Causey - Dick Tracy
  - Michael J. Kohut, Carlos de Larios, Aaron Rochin e Nelson Stoll - Atto di forza (Total Recall)
  - Donald O. Mitchell, Rick Kline, Kevin O'Connell e Charles Wilborn - Giorni di tuono (Days of Thunder)
- 1992
  - Tom Johnson, Gary Rydstrom, Gary Summers e Lee Orloff - Terminator 2 - Il giorno del giudizio (Terminator 2: Judgment Day)
  - Tom Fleischman e Christopher Newman - Il silenzio degli innocenti (The Silence of the Lambs)
  - Michael Minkler, Gregg Landaker e Tod A. Maitland - JFK - Un caso ancora aperto (JFK)
  - Terry Porter, Mel Metcalfe, David J. Hudson e Doc Kane - La bella e la bestia (Beauty and the Beast)
  - Gary Summers, Randy Thom, Gary Rydstrom e Glenn Williams - Fuoco assassino (Backdraft)
- 1993
  - Chris Jenkins, Doug Hemphill, Mark Smith e Simon Kaye - L'ultimo dei Mohicani (The Last of the Mohicans)
  - Terry Porter, Mel Metcalfe, David J. Hudson e Doc Kane - Aladdin
  - Kevin O'Connell, Rick Kline e Robert Eber - Codice d'onore (A Few Good Men)
  - Donald O. Mitchell, Frank A. Montaño, Rick Hart e Scott D. Smith - Trappola in alto mare (Under Siege)
  - Les Fresholtz, Vern Poore, Rick Alexander e Rob Young - Gli spietati (Unforgiven)
- 1994
  - Gary Summers, Gary Rydstrom, Shawn Murphy e Ron Judkins - Jurassic Park
  - Chris Carpenter, D. M. Hemphill, Bill W. Benton e Lee Orloff - Geronimo (Geronimo: An American Legend)
  - Michael Minkler, Bob Beemer e Tim Cooney - Cliffhanger - L'ultima sfida (Cliffhanger)
  - Donald O. Mitchell, Michael Herbick, Frank A. Montaño e Scott D. Smith - Il fuggitivo (The Fugitive)
  - Andy Nelson, Steve Pederson, Scott Millan e Ron Judkins - Schindler's List - La lista di Schindler
- 1995
  - Gregg Landaker, Steve Maslow, Bob Beemer e David MacMillan - Speed
  - Robert J. Litt, Elliot Tyson, Michael Herbick e Willie Burton - Le ali della libertà (The Shawshank Redemption)
  - Paul Massey, David Richard Campbell, Christopher David e Douglas Ganton - Vento di passioni (Legends of the Fall)
  - Donald O. Mitchell, Michael Herbick, Frank A. Montano e Arthur Rochester - Sotto il segno del pericolo (Clear and Present Danger)
  - Randy Thom, Tom Johnson, Dennis Dands e William B. Kaplan - Forrest Gump
- 1996
  - Rick Dior, Steve Pederson, Scott Millan e David MacMillan - Apollo 13
  - Donald O. Mitchell, Frank A. Montaño, Michael Herbick e Petur Hliddal - Batman Forever
  - Andy Nelson, Scott Millan, Anna Behlmer e Brian Simmons - Braveheart - Cuore impavido (Braveheart)
  - Kevin O'Connell, Rick Kline, Gregory H. Watkins e William B. Kaplan - Allarme rosso (Crimson Tide)
  - Steve Maslow, Gregg Landaker, Keith A. Wester - Waterworld
- 1997
  - Walter Murch, Mark Berger, David Parker e Chris Newman - Il paziente inglese (The English Patient)
  - Andy Nelson, Anna Behlmer e Ken Weston - Evita
  - Chris Carpenter, Bill W. Benton, Bob Beemer e Jeff Wexler - Independence Day
  - Kevin O'Connell, Greg P. Russell e Keith A. Wester - The Rock
  - Steve Maslow, Gregg Landaker, Kevin O'Connell e Geoffrey Patterson - Twister
- 1998
  - Gary Rydstrom, Tom Johnson, Gary Summers e Mark Ulano - Titanic
  - Paul Massey, Rick Kline, D. M. Hemphill e Keith A. Wester - Air Force One
  - Kevin O'Connell, Greg P. Russell e Arthur Rochester - Con Air
  - Randy Thom, Tom Johnson, Dennis Sands e William B. Kaplan - Contact
  - Andy Nelson, Anna Behlmer e Kirk Francis - L.A. Confidential
- 1999
  - Gary Rydstrom, Gary Summers, Andy Nelson e Ron Judkins - Salvate il soldato Ryan (Saving Private Ryan)
  - Kevin O'Connell, Greg P. Russell e Keith A. Wester - Armageddon - Giudizio finale
  - Kevin O'Connell, Greg P. Russell e Pud Cusack - La maschera di Zorro (The Mask of Zorro)
  - Robin O'Donoghue, Dominic Lester e Peter Glossop - Shakespeare in Love
  - Andy Nelson, Anna Behlmer e Paul Brincat - La sottile linea rossa (The Thin Red Line)

### 2000
- 2000
  - John Reitz, Gregg Rudloff, David Richard Campbell e David Lee - Matrix (The Matrix)
  - Robert J. Litt, Elliot Tyson, Michael Herbick e Willie D. Burton - Il miglio verde (The Green Mile)
  - Andy Nelson, Doug Hemphill e Lee Orloff - Insider - Dietro la verità (The Insider)
  - Leslie Shatz, Chris Carpenter, Rick Kline e Chris Munro - La mummia (The Mummy)
  - Gary Rydstrom, Tom Johnson, Shawn Murphy e John Midgley - Star Wars: Episodio I - La minaccia fantasma (Star Wars Episode I: The Phantom Menace)
- 2001
  - Scott Millan, Bob Beemer e Ken Weston - Il gladiatore (Gladiator)
  - Randy Thom, Tom Johnson, Dennis Sands e William B. Kaplan - Cast Away
  - Kevin O'Connell, Greg P. Russell e Lee Orloff - Il patriota (The Patriot)
  - John Reitz, Gregg Rudloff, David Richard Campbell, Keith A. Wester - La tempesta perfetta (The Perfect Storm)
  - Steve Maslow, Gregg Landaker, Rick Kline e Ivan Sharrock - U-571
- 2002
  - Mike Minkler, Myron Nettinga e Chris Munro - Black Hawk Down - Black Hawk abbattuto
  - Vincent Arnardi, Guillaume Leriche e Jean Umansky - Il favoloso mondo di Amélie (Le Fabuleux destin d'Amélie Poulain)
  - Christopher Boyes, Michael Semanick, Gethin Creagh e Hammond Peek - Il Signore degli Anelli - La Compagnia dell'Anello (The Lord of the Rings: The Fellowship of the Ring)
  - Andy Nelson, Anna Behlmer, Roger Savage e Guntis Sics - Moulin Rouge!
  - Kevin O'Connell, Greg P. Russell e Peter J. Devlin - Pearl Harbor
- 2003
  - Michael Minkler, Dominick Tavella e David Lee - Chicago
  - Tom Fleischman, Eugene Gearty e Ivan Sharrock - Gangs of New York
  - Christopher Boyes, Michael Semanick, Michael Hedges e Hammond Peek - Il Signore degli Anelli - Le due torri (The Lord of the Rings: The Two Towers)
  - Scott Millan, Bob Beemer e John Patrick Pritchet - Era mio padre (Road to Perdition)
  - Kevin O'Connell, Greg P. Russell e Ed Novick - Spider-Man
- 2004
  - Christopher Boyes, Michael Semanick, Michael Hedges e Hammond Peek - Il Signore degli Anelli - Il ritorno del re (The Lord of the Rings: The Return of the King)
  - Andy Nelson, Anna Behlmer e Jeff Wexler - L'ultimo samurai (The Last Samurai)
  - Paul Massey, D.M. Hemphill e Arthur Rochester - Master and Commander - Sfida ai confini del mare (Master & Commander - Sfida ai confini del mare)
  - Christopher Boyes, David Parker, David Richard Campbell e Lee Orloff - La maledizione della prima luna (Pirates of the Caribbean: The Curse of the Black Pearl)
  - Andy Nelson, Anna Behlmer e Tod A. Maitland - Seabiscuit - Un mito senza tempo (Seabiscuit)
- 2005
  - Greg Orloff, Bob Beemer, Steve Cantamessa e Scott Millan - Ray
  - Tom Fleischman, Petur Hliddal - The Aviator
  - Randy Thom, Gary Rizzo, Doc Kane - Gli Incredibili - Una "normale" famiglia di supereroi (The Incredibles)
  - William B. Kaplan, Randy Thom, Tom Johnson, Dennis S. Sand - Polar Express (The Polar Express)
  - Kevin O'Connell, Greg P. Russell, Jeffrey J. Haboush, Joseph Geisinger - Spider-Man 2
- 2006
  - Christopher Boyes, Michael Semanick, Michael Hedges e Hammond Peek - King Kong
  - Paul Massey, Doug Hemphill e Peter F. Kurland - Quando l'amore brucia l'anima (Walk the Line)
  - Andy Nelson, Anna Behlmer e Ron Judkins - La guerra dei mondi (War of the Worlds)
  - Kevin O'Connell, Greg P. Russell, Rick Kline e John Pritchett - Memorie di una Geisha (Memoirs of a Geisha)
  - Terry Porter, Dean A. Zupancic e Tony Johnson - Le cronache di Narnia - Il leone, la strega e l'armadio (The Chronicles of Narnia: The Lion, the Witch and the Wardrobe)
- 2007
  - Michael Minkler, Bob Beemer e Willie D. Burton - Dreamgirls
  - Kevin O'Connell, Greg P. Russell e Fernando Cámara - Apocalypto
  - Andy Nelson, Anna Behlmer e Ivan Sharrock - Blood Diamond - Diamanti di sangue (Blood Diamond)
  - John T. Reitz, David E. Campbell, Gregg Rudloff e Walt Martin - Flags of Our Fathers
  - Paul Massey, Christopher Boyes e Lee Orloff - Pirati dei Caraibi - La maledizione del forziere fantasma (Pirates of the Caribbean: Dead Man's Chest)
- 2008
  - Scott Millan, David Parker e Kirk Francis - The Bourne Ultimatum - Il ritorno dello sciacallo (The Bourne Ultimatum)
  - Skip Lievsay, Craig Berkey Greg Orloff e Peter F. Kurland - Non è un paese per vecchi (No Country for Old Men)
  - Randy Thom, Michael Semanick e Doc Kane - Ratatouille
  - Paul Massey, David Giammarco e Jim Stuebe - Quel treno per Yuma (3:10 to Yuma)
  - Kevin O'Connell, Greg P. Russell e Peter J. Devlin - Transformers
- 2009
  - Ian Tapp, Richard Pryke, Resul Pookutty - The Millionaire (Slumdog Millionaire)
  - Ed Novick, Lora Hirschberg e Gary Rizzo - Il cavaliere oscuro (The Dark Knight)
  - David Parker, Michael Semanick, Ren Klyce e Mark Weingarten - Il curioso caso di Benjamin Button (The Curious Case of Benjamin Button)
  - Tom Myers, Michael Semanick, Ben Burtt - WALL•E
  - Chris Jenkins, Frank A. Montaño, Petr Forejt - Wanted - Scegli il tuo destino (Wanted)

### 2010
- 2010
  - Paul N.J. Ottosson e Ray Beckett - The Hurt Locker
  - Christopher Boyes, Gary Summers, Andy Nelson e Tony Johnson - Avatar
  - Michael Minkler, Tony Lamberti e Mark Ulano - Bastardi senza gloria (Inglourious Basterds)
  - Anna Behlmer, Andy Nelson e Peter J. Devlin - Star Trek
  - Greg P. Russell, Gary Summers e Geoffrey Patterson - Transformers - La vendetta del caduto (Transformers: Revenge of the Fallen)
- 2011
  - Lora Hirschberg, Gary Rizzo e Ed Novick - Inception
  - Paul Hamblin, Martin Jensen e John Midgley - Il discorso del re (The King's Speech)
  - Jeffrey J. Haboush, William Sarokin, Scott Millan e Greg P. Russell - Salt
  - Ren Klyce, David Parker, Michael Semanick e Mark Weingarten - The Social Network
  - Skip Lievsay, Craig Berkey, Greg Orloff e Peter F. Kurland - Il Grinta (True Grit)
- 2012
  - Tom Fleischman e John Midgley - Hugo Cabret (Hugo)
  - Deb Adair, Ron Bochar, Dave Giammarco e Ed Novick - L'arte di vincere (Moneyball)
  - David Parker, Michael Semanick, Ren Klyce e Bo Persson - Millennium - Uomini che odiano le donne (The Girl with the Dragon Tattoo)
  - Greg P. Russell, Gary Summers, Jeffrey J. Haboush e Peter J. Devlin - Transformers 3 (Transformers: Dark of the Moon)
  - Gary Rydstrom, Andy Nelson, Tom Johnson e Stuart Wilson - War Horse
- 2013
  - Andy Nelson, Mark Paterson e Simon Hayes - Les Misérables
  - John Reitz, Gregg Rudloff e Jose Antonio Garcia - Argo
  - Andy Nelson, Gary Rydstrom e Ronald Judkins - Lincoln
  - Scott Millan, Greg P. Russell e Stuart Wilson - Skyfall
  - Ron Bartlett, D.M. Hemphill e Drew Kunin - Vita di Pi (Life of Pi)
- 2014
  - Skip Lievsay, Niv Adiri, Christopher Benstead e Chris Munro - Gravity
  - Chris Burdon, Mark Taylor, Mike Prestwood Smith e Chris Munro - Captain Phillips - Attacco in mare aperto (Captain Phillips)
  - Skip Lievsay, Greg Orloff e Peter F. Kurland - A proposito di Davis (Inside Llewyn Davis)
  - Christopher Boyes, Michael Hedges, Michael Semanick e Tony Johnson - Lo Hobbit - La desolazione di Smaug
  - Andy Koyama, Beau Borders e David Brownlow - Lone Survivor
- 2015
  - Craig Mann, Ben Wilkins e Thomas Curley - Whiplash
  - John Reitz, Gregg Rudloff e Walt Martin - American Sniper
  - Jon Taylor, Frank A. Montaño e Thomas Varga - Birdman
  - Gary A. Rizzo, Gregg Landaker e Mark Weingarten - Interstellar
  - Jon Taylor, Frank A. Montaño e David Lee - Unbroken
- 2016
  - Chris Jenkins, Gregg Rudloff e Ben Osmo - Mad Max: Fury Road
  - Andy Nelson, Gary Rydstrom e Drew Kunin - Il ponte delle spie (Bridge of Spies)
  - Andy Nelson, Christopher Scarabosio e Stuart Wilson - Star Wars - Il risveglio della Forza (Star Wars: The Force Awakens)
  - Paul Massey, Mark Taylor e Mac Ruth - Sopravvissuto - The Martian (The Martian)
  - Jon Taylor, Frank A. Montaño, Randy Thom e Chris Duesterdiek - Revenant - Redivivo (The Revenant)
- 2017
  - Kevin O'Connell, Andy Wright, Robert Mackenzie e Peter Grace - La battaglia di Hacksaw Ridge (Hacksaw Ridge)
  - Andy Nelson, Ai-Ling Lee e Steve A. Morrow - La La Land
  - David Parker, Christopher Scarabosio e Stuart Wilson - Rogue One: A Star Wars Story
  - Bernard Gariépy Strobl e Claude La Haye - Arrival
  - Greg P. Russell[1], Gary Summers, Jeffrey J. Haboush e Mac Ruth - 13 Hours: The Secret Soldiers of Benghazi
- 2018
  - Mark Weingarten, Gregg Landaker e Gary A. Rizzo - Dunkirk
  - Ron Bartlett, Doug Hemphill e Mac Ruth - Blade Runner 2049
  - Christian Cooke, Brad Zoern e Glen Gauthier - La forma dell'acqua - The Shape of Water (The Shape of Water)
  - David Parker, Michael Semanick, Ren Klyce e Stuart Wilson - Star Wars - Gli ultimi Jedi (Star Wars: The Last Jedi)
  - Julian Slater, Tim Cavagin e Mary H. Ellis - Baby Driver - Il genio della fuga (Baby Driver)
- 2019
  - Paul Massey, Tim Cavagin e John Casali – Bohemian Rhapsody
  - Steve Boeddeker, Brandon Proctor e Peter Devlin – Black Panther
  - Jon Taylor, Frank A. Montaño, Ai-Ling Lee e Mary H. Ellis – First Man - Il primo uomo (First Man)
  - Skip Lievsay, Craig Henighan e José Antonio García – Roma
  - Tom Ozanich, Dean Zupancic, Jason Ruder e Steve Morrow – A Star Is Born

### 2020
- 2020
  - Mark Taylor e Stuart Wilson - 1917
  - David Giammarco, Paul Massey e Steve A. Morrow - Le Mans '66 - La grande sfida (Ford v. Ferrari)
  - Tom Johnson, Gary Rydstrom e Mark Ulano - Ad Astra
  - Todd Maitland, Tom Ozanich e Dean Zupancic - Joker
  - Christian P. Minkler, Michael Minkler e Mark Ulano - C'era una volta a... Hollywood (Once Upon a Time... in Hollywood)
- 2021
  - Nicolas Becker, Jaime Baksht, Michelle Couttolenc, Carlos Cortés e Phillip Bladh - Sound of Metal
  - Ren Klyce, Coya Elliott e David Parker - Soul
  - Ren Klyce, Jeremy Molod, David Parker, Nathan Nance e Drew Kunin - Mank
  - Warren Shaw, Michael Minkler, Beau Borders e David Wyman - Greyhound - Il nemico invisibile (Greyhound)
  - Oliver Tarney, Mike Prestwood Smith, William Miller e John Pritchett - Notizie dal mondo (News of the World)
- 2022
  - Mac Ruth, Mark Mangini, Theo Green, Doug Hemphill e Ron Bartlett - Dune (Dune: Part One)
  - Denise Yarde, Simon Chase, James Mather e Niv Adiri - Belfast
  - Simon Hayes, Oliver Tarney, James Harrison, Paul Massey e Mark Taylor - No Time to Die
  - Richard Flynn, Robert Mackenzie e Tara Webb - Il potere del cane (The Power of Dog)
  - Tod A. Maitland, Gary Rydstrom, Brian Chumney, Andy Nelson e Shawn Murphy - West Side Story
- 2023
  - Mark Weingarten, James H. Mather, Al Nelson, Chris Burdon e Mark Taylor - Top Gun: Maverick
  - Victor Prasil, Frank Kruse, Markus Stemler, Lars Ginzel e Stefan Korte - Niente di nuovo sul fronte occidentale (Im Westen nichts Neues)
  - Julian Howarth, Gwendolin Yates Whittle, Dick Bernstein, Christopher Boyes, Gary Summers e Michael Hedges - Avatar - La via dell'acqua (Avatar: The Way of Water)
  - Stuart Wilson, William Files, Douglas Murray e Andy Nelson - The Batman
  - David Lee, Wayne Pashley, Andy Nelson e Michael Keller - Elvis
- 2024
  - Tarn Willers e Johnnie Burn - La zona d'interesse (The zone of interest)
  - Ian Voigt, Erik Aadahl, Ethan Van Der Ryn, Tom Ozanich e Dean Zupancic - The Creator
  - Steven A. Morrow, Richard King, Jason Ruder, Tom Ozanich e Dean Zupancic - Maestro
  - Chris Munro, James H. Mather, Chris Burdon e Mark Taylor - Mission: Impossible - Dead Reckoning - Parte uno (Mission: Impossible - Dead Reckoning - Part One)
  - Willie Burton, Richard King, Gary A. Rizzo e Kevin O'Connell - Oppenheimer
- 2025
  - Gareth John, Richard King, Ron Bartlett e Doug Hemphill – Dune - Parte due (Dune: Part Two)
  - Randy Thom, Brian Chumney, Gary A. Rizzo e Leff Lefferts – Il robot selvaggio (The Wild Robot)
  - Simon Hayes, Nancy Nugent Title, Jack Dolman, Andy Nelson e John Marquis – Wicked
  - Erwan Kerzanet, Aymeric Devoldère, Maxence Dussère, Cyril Holtz e Niels Barletta – Emilia Pérez
  - Tod A. Maitland, Donald Sylvester, Ted Caplan, Paul Massey e David Giammarco – A Complete Unknown